# Сигнал (село)
Сигна́л — село в Україні, у Козятинській міській громаді Хмільницького району Вінницькій області. Населення становить 796 осіб.

## Історія
Село засноване 1826 року.
12 червня 2020 року, відповідно з розпорядження Кабінету Міністрів України № 707-р «Про визначення адміністративних центрів та затвердження територій територіальних громад Вінницької області», село увійшло до складу Козятинської міської громади.
17 липня 2020 року, в результаті адміністративно-територіальної реформи та ліквідації Козятинського району, село увійшло до складу Хмільницького району.  

## Населення

### Мова
Розподіл населення за рідною мовою за даними перепису 2001 року:
| Мова            | Кількість | Відсоток |
| --------------- | --------- | -------- |
| українська      | 782       | 98.24%   |
| російська       | 11        | 1.38%    |
| румунська       | 1         | 0.13%    |
| інші/не вказали | 2         | 0.25%    |
| Усього          | 796       | 100%     |

## Транспорт
Основним транспортом села є залізничний. В селі розташований однойменний пасажирський залізничний зупинний пункт Сигнал. Звідси без пересадок є можливість дістатися приміськими електропоїздами до станцій Козятин I, Калинівка I, Вінниця, Жмеринка, які курсують за напрямком Козятин — Жмеринка через Вінницю та зворотно.
З однією пересадкою є можливість дістатися зі сторони Козятина до станцій:
- Погребище I, Тетіїв, Жашків, Липовець, Оратів, Христинівка;
- Бердичів, Шепетівка, Житомир, Коростень;
- Фастів I, Київ-Пасажирський.

Від станції Жмеринка є можливість скористатися приміськими поїздами до Вапнярки, Могиліва-Подільського, Бару,  Хмельницького, Підволочиська.